# 빅터 길럼
프레더릭 빅터 길럼(Frederick Victor Gillam,  1858c. – 1920년 1월 29일)은 미국의 정치 만화가로, 20년간 저지 잡지뿐만 아니라 세인트루이스 디스패치, 덴버 타임스, 뉴욕 월드, 뉴욕 글로브에서 활동한 것으로 알려져 있다. 그는 뉴욕 프레스 클럽과 로터스 클럽의 회원이었다. 잉글랜드 요크셔에서 태어났으며, 6세 때 미국으로 이주했다.
그의 주목할 만한 작품으로는 윌리엄 매킨리의 1896년 대통령 선거 운동을 지지하는 내용이 있었다. 유명한 만화가 베른하르트 길럼 (1856–1896)의 남동생인 그는 형이 사망할 때까지 자신의 작품에 "빅터" 또는 "F. 빅터"라고 서명했다. 빅터는 킹스 카운티 병원에서 사망(61~62세)했으며, 브루클린의 에버그린스 공동묘지에 묻혔다.

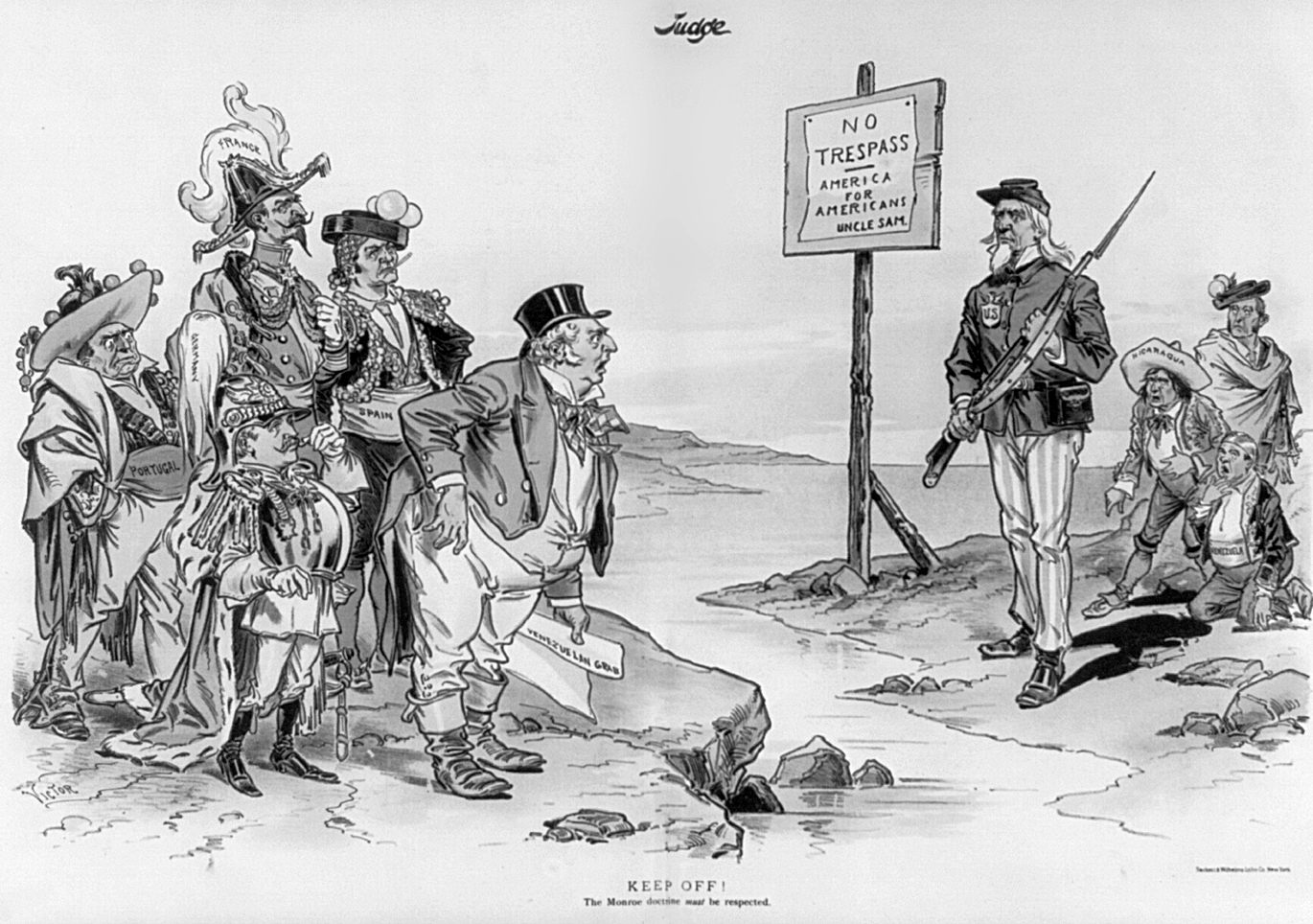
"간섭하지 마! 먼로주의를 존중해야 한다" (1896)
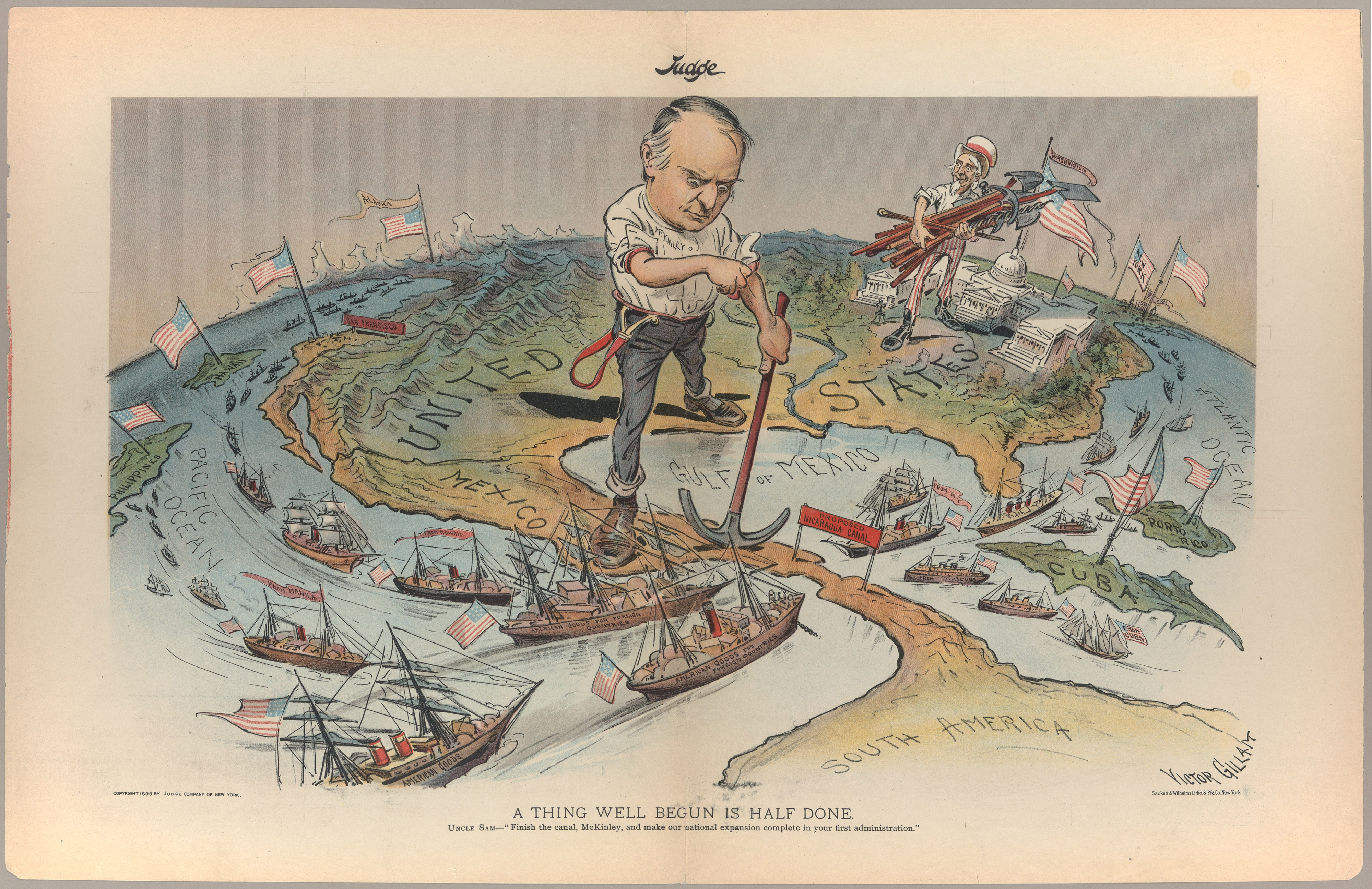
"잘 시작된 일은 절반은 끝난 것이다" (1899)
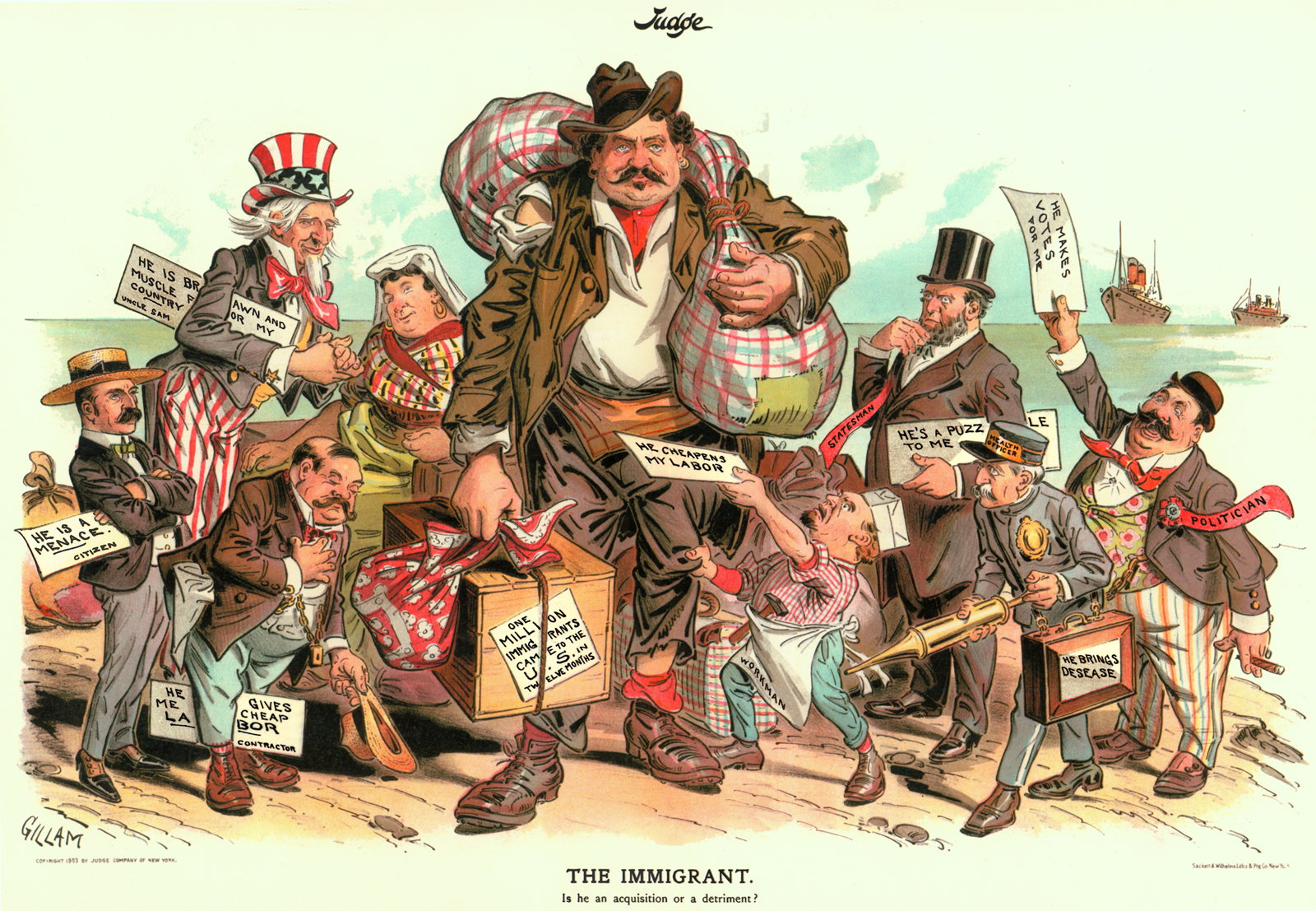
"이민자. 그는 이득인가 아니면 손해인가?" (1903)